# バリ島爆弾テロ事件 (2002年)
2002年バリ島爆弾テロ事件（2002ねんバリとうばくだんテロじけん）は、2002年10月12日インドネシアのバリ島南部で発生したテロ。

## 概要
2002年10月、バリ島南部の繁華街クタで、路上に止めてあった自動車爆弾が爆発、向かいのディスコ（サリクラブ）など多くの建物が吹き飛んで炎上し、外国人観光客を含む202名が死亡した。犯行声明は無かったが、インドネシア当局は国内のイスラム過激派「ジェマ・イスラミア」（Jemaah Islamiyah、通称JI）幹部の多数を犯行容疑で拘束した。世界有数の観光地で発生したテロは衝撃を与えた。
この爆弾テロによる被害者は21ヶ国の外国人観光客に及び、88名のオーストラリア人、38人のインドネシア人、28人のイギリス人を含んだ。2008年11月9日、インドネシア政府は実行犯3名の死刑を執行した。現地近くには犠牲者の名前を刻んだ慰霊碑が建てられ、毎年10月12日に慰霊祭が行われている。
インドネシアでは他にも、2003年8月に首都ジャカルタで米国系の高級ホテルが爆発して12名が死亡、2004年には市内のオーストラリア大使館が爆発して9名が死亡、2005年10月1日、クタのレストランで1人と、ジンバランの海岸レストランで2人が自爆テロを起こし、20名以上が死亡したなど、外国人や外国施設を目標とした爆破テロが続いて発生しており、これら全てにJIが関与したと考えられている。背景には、アメリカやイギリスの進める対テロ戦争（イラク戦争）に対してインドネシア国内での反発があり、表立って反対しない同国政府に対して、市民の不満が募っていることも関連があると見られている。
2022年10月12日、バリ島デンパサールのオーストラリア領事館で、事件発生20年の節目として追悼行事が行われた。